# Pieve a Nievole
Pieve a Nievole /'piɛːve aː 'niɛːvole/ je italská obec v toskánské provincii Pistoia, 50 km severozápadně od Florencie. Obec má rozlohu 12 km² a zhruba 9000 obyvatel.
Je to malá historická obec známá díky osamělému stavení rodiny Medici. Její latinské jméno bylo Plebis nebulae (Fara mlhy) kvůli mlhám v okolních bažinatých oblastech.

## Vývoj počtu obyvatel
Počet obyvatel